# Catedrala Sfântul Ștefan din Viena
Domul Sfântul Ștefan din Viena (în germană Wiener Stephansdom) este catedrala Arhiepiscopiei Romano-Catolice de Viena, un simbol al orașului și loc al multor evenimente importante din istoria Austriei. Îl are ca patron pe Sfântul Ștefan, primul martir creștin. Alegerea acestui patron are de-a face cu faptul că până la înființarea Episcopiei Vienei (în anul 1469), orașul a aparținut canonic de Episcopia de Passau, a cărei catedrală are de asemenea hramul Sf. Ștefan, întâiul martir.

## Generalități
Catedrala în forma sa romanică și gotică, așa cum este văzută astăzi în Stephansplatz, a fost în mare măsură inițiată de Ducele Rudolf al IV-lea și se află pe ruinele a două biserici anterioare, prima fiind o biserică parohială sfințită în 1147. Cel mai important edificiu religios din capitala Austriei, Catedrala Sf. Ștefan a fost martorul mai multor evenimente importante din istoria acestei țări și a devenit, cu acoperișul său din țigle multicolore, unul dintre simbolurile cele mai cunoscute ale orașului.

## Istoric

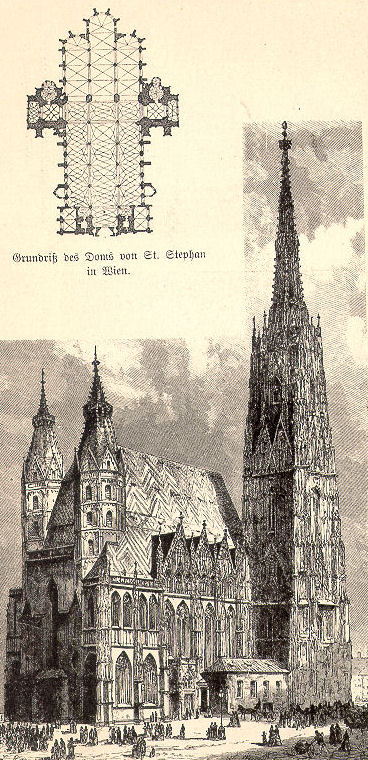
Domul Sf. Ștefan din Viena (1891)

Pe la mijlocul secolului al XII-lea, Viena a devenit un important centru al civilizației germane din estul Europei, iar cele patru biserici existente, inclusiv singura biserică parohială, nu mai corespundeau necesităților religioase ale orașului. În 1137 episcopul Reginmar de Passau și Leopold al III-lea al Austriei au semnat Tratatul de la Mautern, care se referea pentru prima dată la Viena ca la o „civitas” și transfera Biserica Sf. Petru în Dieceza de Passau. În conformitate cu această înțelegere, margraful Leopold al IV-lea a primit din partea episcopului suprafețe întinse de terenuri dincolo de zidurile orașului, cu excepția notabilă a teritoriului alocat pentru noua biserică parohială, care va deveni în cele din urmă Catedrala Sf. Ștefan. Deși se credea că a fost construită într-un câmp deschis din afara zidurilor orașului, noua biserică parohială a fost, în realitate, probabil construită pe un cimitir vechi ce data din vremea Imperiului Roman; săpăturile efectuate în anul 2000 pentru un sistem de încălzire au scos la suprafață morminte la adâncimea de 2,5 metri sub nivelul solului, care au fost datate cu carbon a proveni din secolul al IV-lea. Aceasta descoperire sugerează că o clădire religioasă mai veche a precedat Biserica Sf. Rupert, care este considerată astăzi a fi cea mai veche biserică din Viena.
Biserica a fost construită inițial în stil romanic și a fost dedicată solemn în 1147 Sfântului Ștefan, în prezența lui Conrad al III-lea al Germaniei, a episcopului Otto de Freising și al altor nobili germani care urmau să plece în Cruciada a doua. Deși prima structură a fost finalizată în 1160, reconstrucția și extinderea majoră a sa a durat până în 1511, proiectele de reparații și de restaurare continuând până în prezent. De la 1230 la 1245, structura romanică inițială a fost extinsă spre vest; actualul perete vestic și turnurile în stil romanic datează din această perioadă. În 1258 un incendiu a distrus o mare parte din clădirea originală și o structură nouă, mai mare, tot în stil romanic și reutilizând cele două turnuri, a fost construită pe ruinele vechii biserici și sfințită la 23 aprilie 1263. Aniversarea acestei a doua consacrări este comemorată în fiecare an de un sunet al clopotului Pummerin timp de trei minute, seara.
În 1304 regele Albert I a dispus construirea unui altar cu trei nave în partea de est a bisericii, suficient de larg. Sub fiul său, ducele Albert al II-lea, lucrările au continuat, iar altarul albertin a fost consacrat în 1340 la aniversarea a 77 de ani de la consacrarea precedentă. Nava din mijloc este în mare parte dedicată Sf. Ștefan și tuturor sfinților, în timp ce Sf. Maria și cei 12 apostoli oferă motivele pentru navele din nord și respectiv sud. Altarul a fost extins din nou sub domnia fiului lui Albert al II-lea, Ducele Rudolf al IV-lea „Fondatorul”, pentru a crește influența religioasă de la Viena.

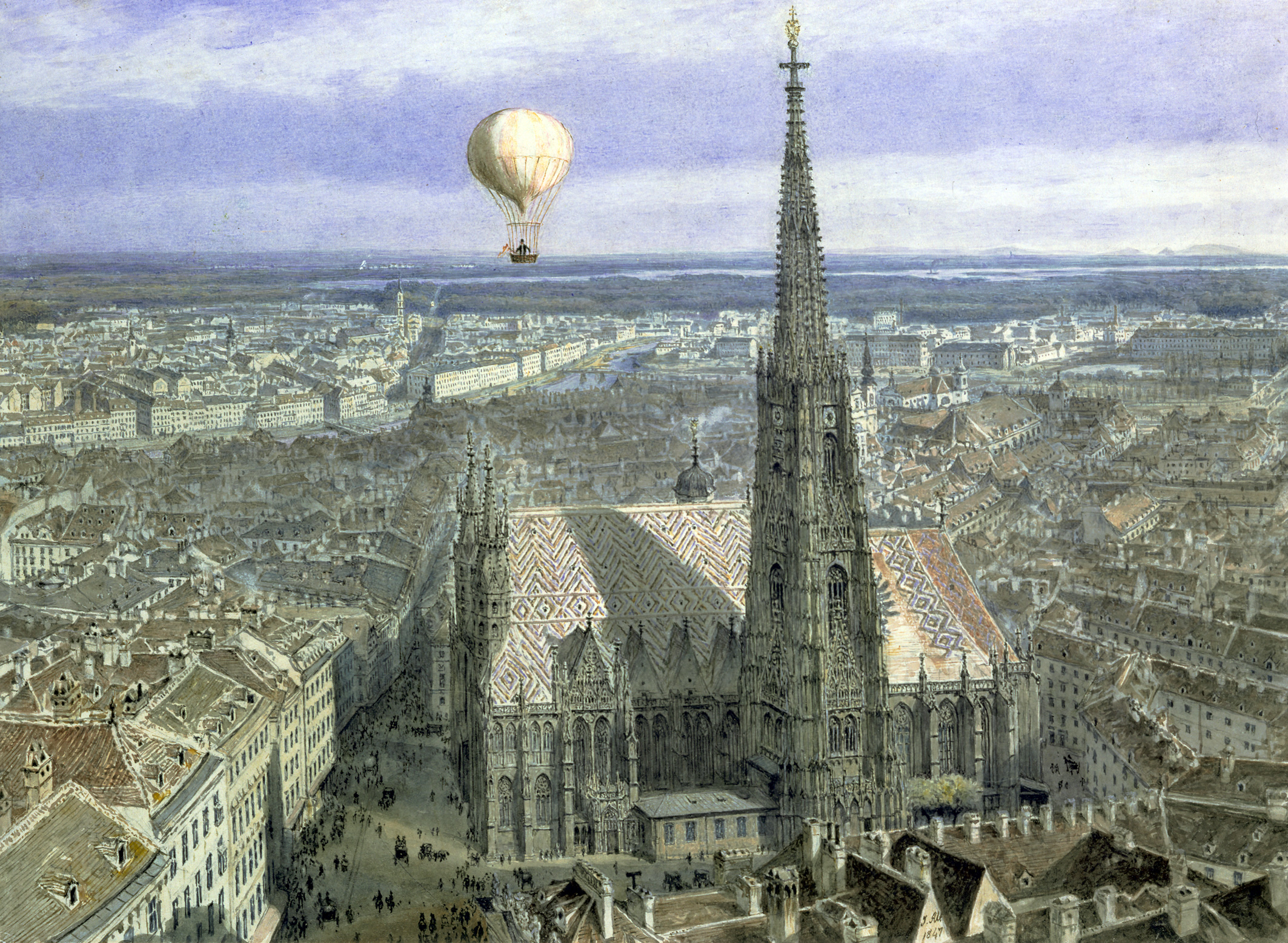
Acuarelă de Jakob Alt, 1847

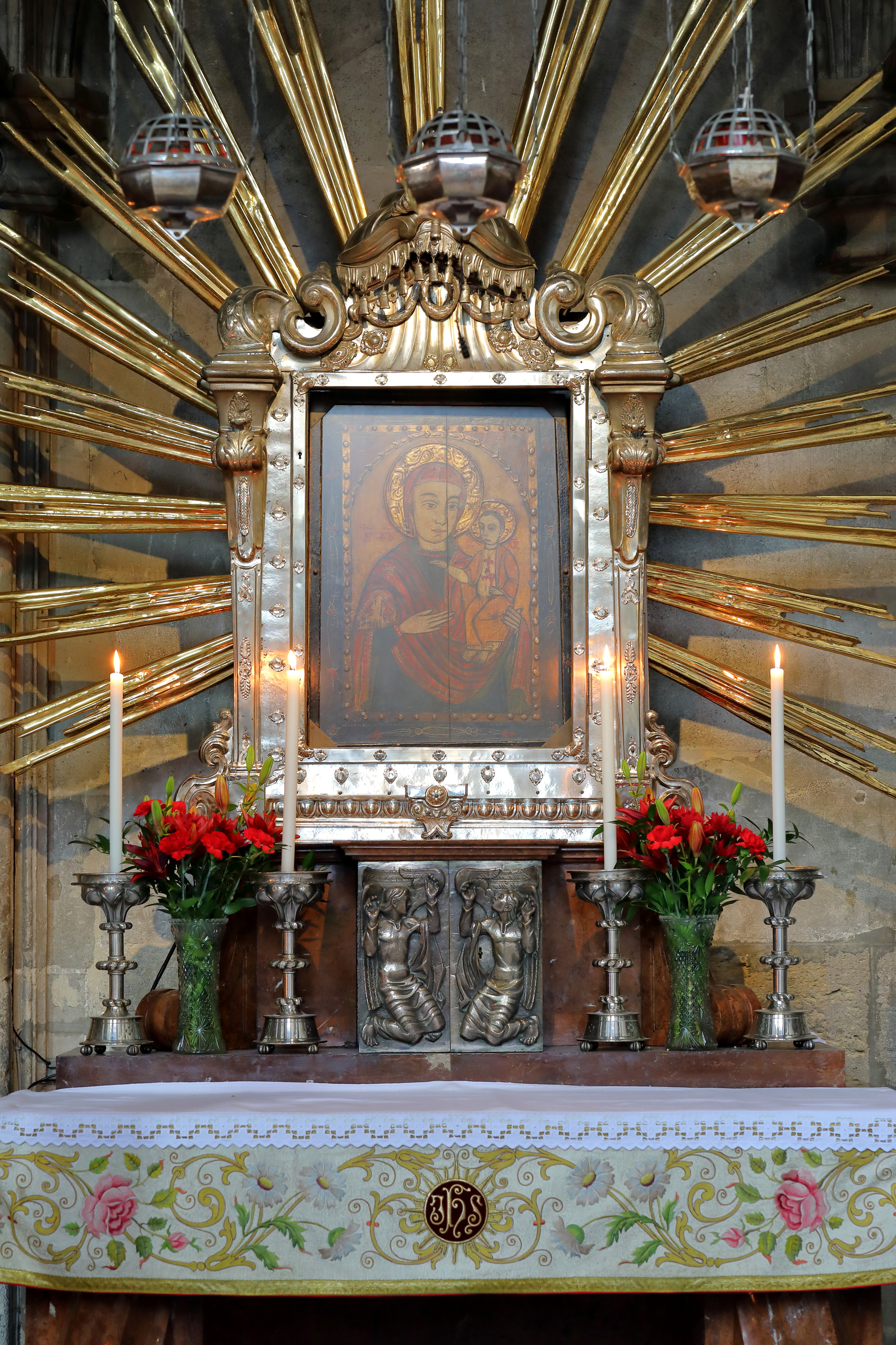
Icoana de la Pócs

În 1365 la doar șase ani după începerea extinderii gotice a altarului albertin, Rudolf al IV-lea a ignorat statutul Domului Sf. Ștefan ca biserică parohială simplă și a stabilit un capitlu de canonici ca la o catedrală mare. Această mișcare a fost doar primul pas în dorința Vienei de a fi sediu de dieceză; în 1469, împăratul Frederic al III-lea l-a convins pe Papa Paul al II-lea să-i acorde Vienei un episcop propriu, care urma să fie numit de împărat. În ciuda rezistenței de lungă durată a episcopilor din Passau, care nu au dorit să-și piardă controlul asupra zonei, Dieceza de Viena a fost înființată canonic la 18 ianuarie 1469, cu Domul Sf. Ștefan ca biserică catedrală. În 1722, în timpul domniei lui Carol al VI-lea, scaunul episcopal a fost ridicat la rangul de arhiepiscopie de către Papa Inocențiu al XIII-lea.
În timpul celui de-al doilea război mondial Catedrala Sf. Ștefan a fost salvată de la distrugerea sa intenționată din mâinile Wehrmachtului în retragere, căpitanul Gerhard Klinkicht ignorând ordinele date de comandantul orașului, Josef Dietrich, de a "trage o sută de proiectile și a lăsa doar moloz și cenușă". La 12 aprilie 1945, cu toate acestea, incendiile magazinelor din apropiere - provocate de jefuitorii civili atunci când trupele ruse au intrat în oraș - au fost propagate de vânt la catedrală, avariind grav acoperișul și determinându-l să se prăbușească. Din fericire, cărămizile de protecție construite în jurul amvonului, mormântul lui Frederic al III-lea și alte comori au minimalizat deteriorarea celor mai valoroase opere de artă. Reconstruirea a început imediat, cu o redeschidere parțială la 12 decembrie 1948 și o redeschidere deplină la 23 aprilie 1952. În anii postbelici monumentul a fost reconstruit cu mari eforturi financiare, ca un  simbol al reclădirii Austriei.

## Exteriorul
Biserica a fost dedicată Sfântului Ștefan, patronul catedralei episcopale din Passau, și astfel a fost îndreptată spre răsăritul soarelui în ziua sărbătorii sale din 26 decembrie, așa precum poziția a stat în anul în care a început construcția. Construită din calcar, catedrala are o lungime de 107 metri, o lățime de 40 de metri și o înălțime de 136 metri la cel mai înalt punct. De-a lungul secolelor, funinginele și alte forme de poluare a aerului care se acumulează în biserică i-au dat o culoare neagră, însă proiectele de restaurare recente au readus câteva porțiuni ale clădirii la albul original.

### Turnurile
1.Turnul de sud

Situat la 136 de metri înălțime și afectuos afirmat de locuitorii orașului drept "Steffl" (o formă diminutivă pentru "Ștefan"), masivul turn de sud al Catedralei Sf. Ștefan este punctul său cel mai înalt și o trăsătură dominantă a orizontului Vienei. Construcția sa a durat 65 de ani, între 1368 și 1433. În timpul Asediului de la Viena din 1529 și din nou în timpul bătăliei de la Viena din 1683, a servit drept principalul post de observare și comandă pentru apărarea orașului și conține chiar și apartament pentru căpitanii care, până în 1955, au servit turnul noaptea și au sunat clopotele dacă ar fi fost observat un incendiu în oraș.

2.Turnul de nord

Lucrările s-au desfășurat ȋntre anii 1467 și 1511. In anul 1511 au fost definitiv ȋntrerupte, la ȋnălțimea de 68 m. Turnul urma să fie ȋn final cu 20 m mai mare decât cel sudic.

### Acoperișul
Gloria Catedralei Sf. Ștefan este acoperisul bogat colorat, de 111 metri lungime și acoperit cu 230.000 de plăci de ceramică. Deasupra corului din partea de sud a clădirii, țiglele formează un mozaic al vulturului cu două capete, simbol al imperiului condus de Viena de către dinastia habsburgică.

## Interiorul
Interiorul catedralei adăpostește o serie de obiective culturale și monumente istorice: amvonul în stil gotic târziu al lui Anton Pilgram, altarul realizat în stil baroc timpuriu de către Tobias Pock, monumentul funerar al împăratului Frederic al III-lea, care se află în partea de sud, catacombele etc.

## Catedrala în cultura populară
Ca punct de reper al Vienei, Catedrala Sf. Ștefan este prezentată în mass-media, inclusiv filme, jocuri video și emisiuni de televiziune. Acestea includ Al treilea om and Burnout 3. Catedrala este de asemenea prezentată pe monedele austriece de 10 cenți euro și pe ambalajul de la Manner-Schnitten. Arhidieceza de la Viena a permis companiei Manner să folosească Catedrala drept siglă în schimbul finanțării salariilor unui pietrar care lucra la reparații în Catedrală. În 2008, Sarah Brightman a interpretat un concert care promovează ultimul său album, Symphony, care a fost înregistrat pentru o emisiune TV și o altă versiune DVD la sfârșitul lunii septembrie.

## Varia
Imaginea acestei catedrale este reprodusă pe emisiunea austriacă a monedelor de 10 eurocenți.

## Galerie de imagini

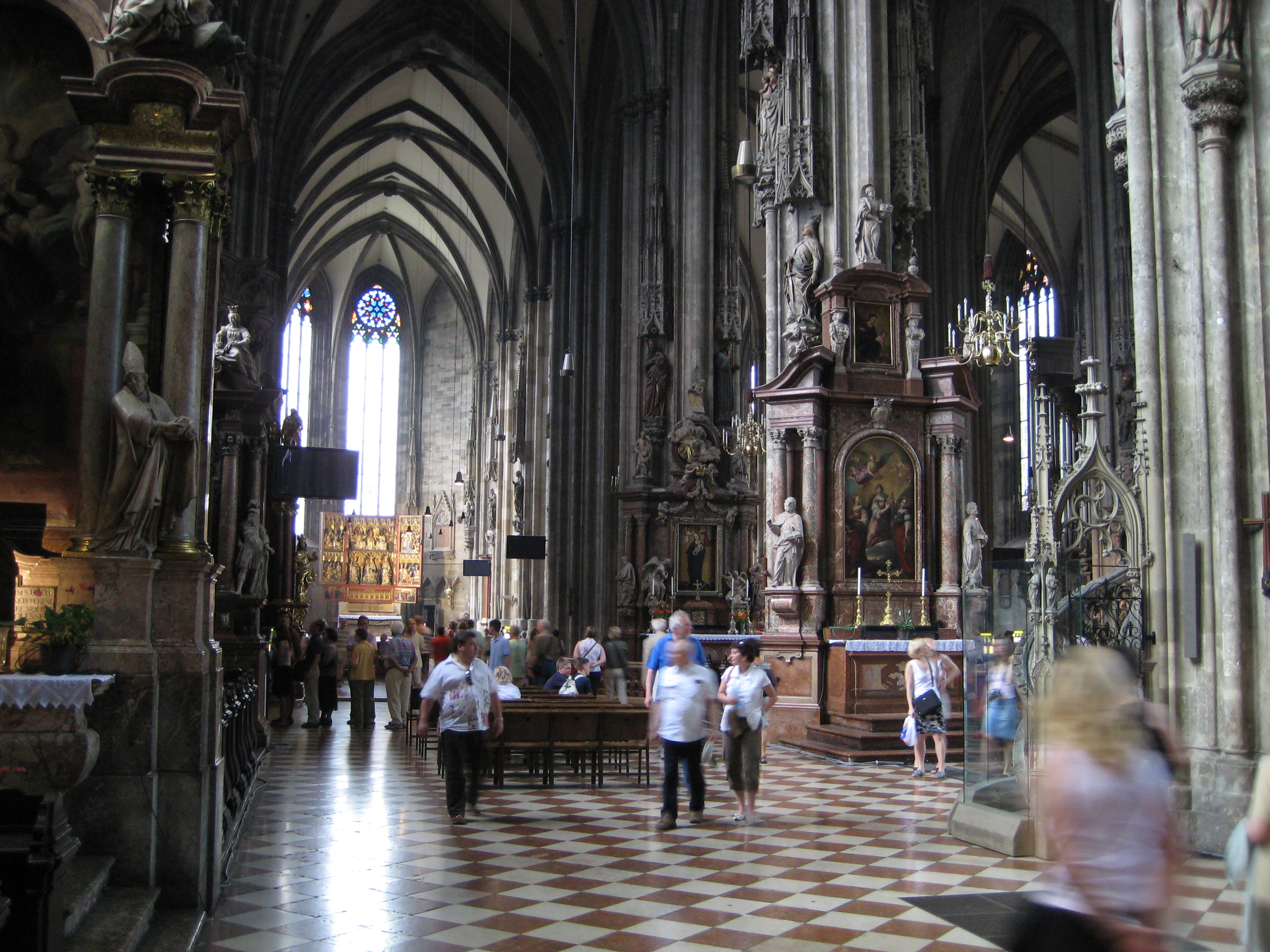
Vedere de ansamblu a interiorului catedralei
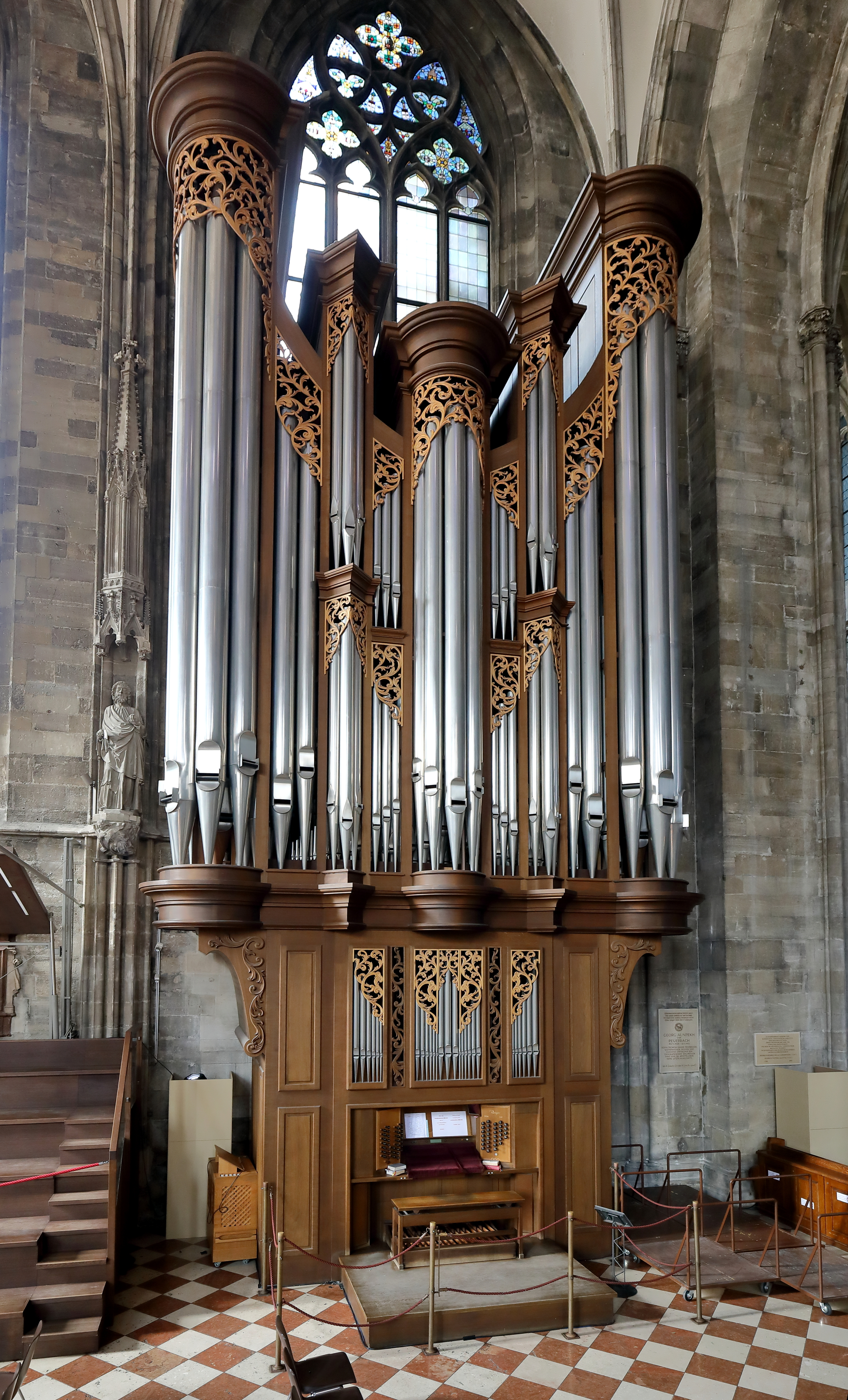
Orga Rieger
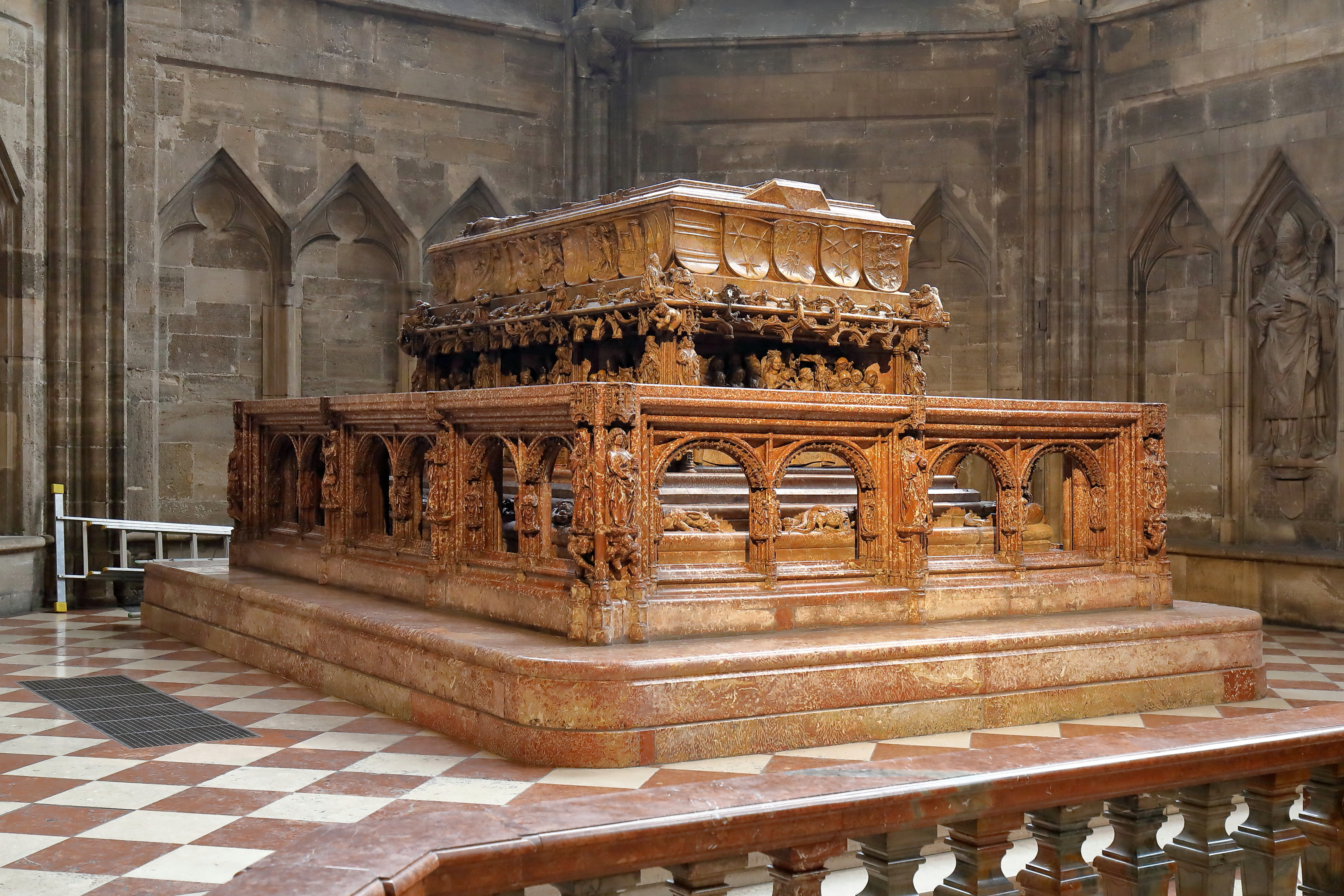
Mormântul împăratului Frederic al II-lea
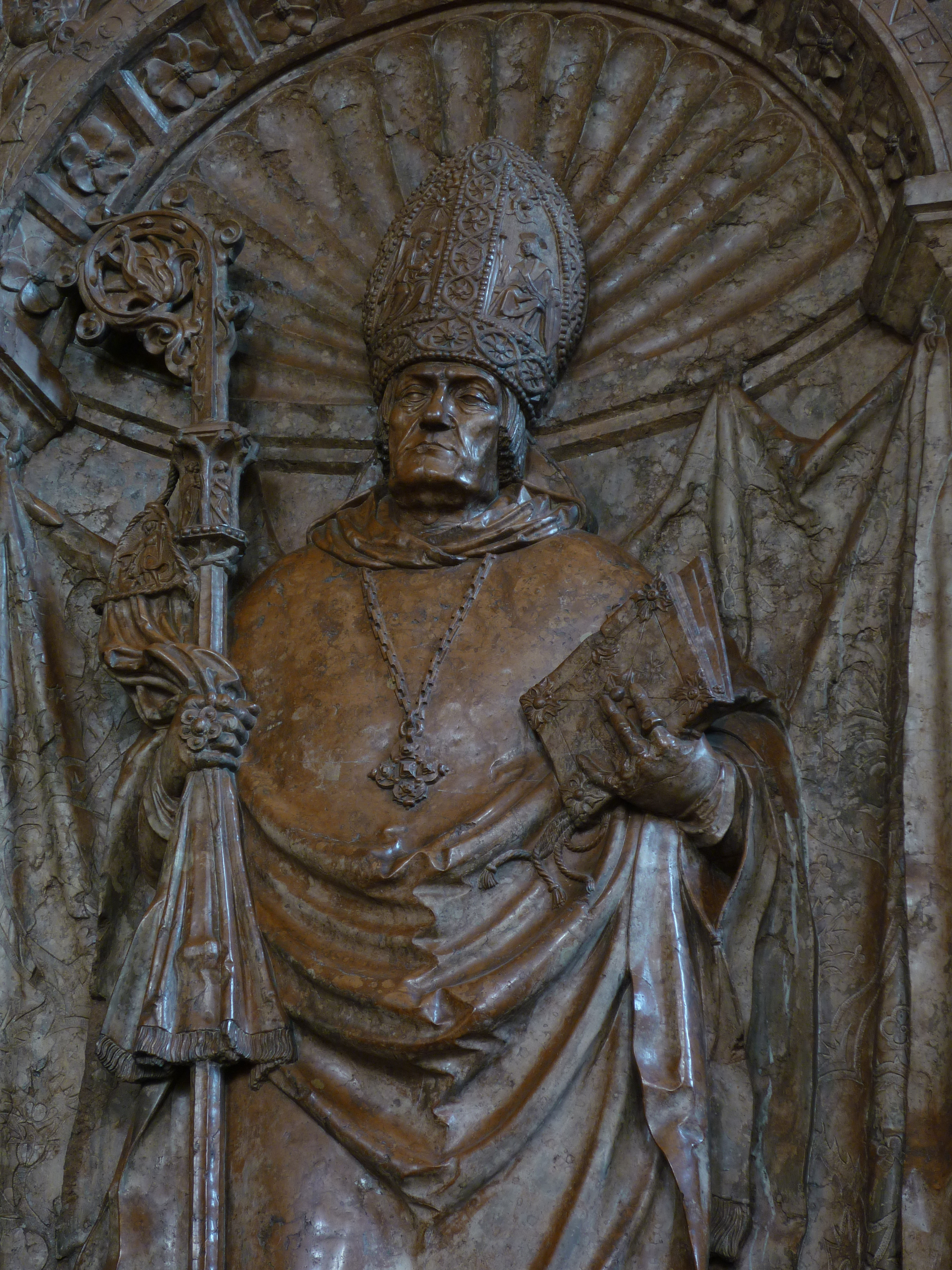
Sculptură reprezentând un episcop
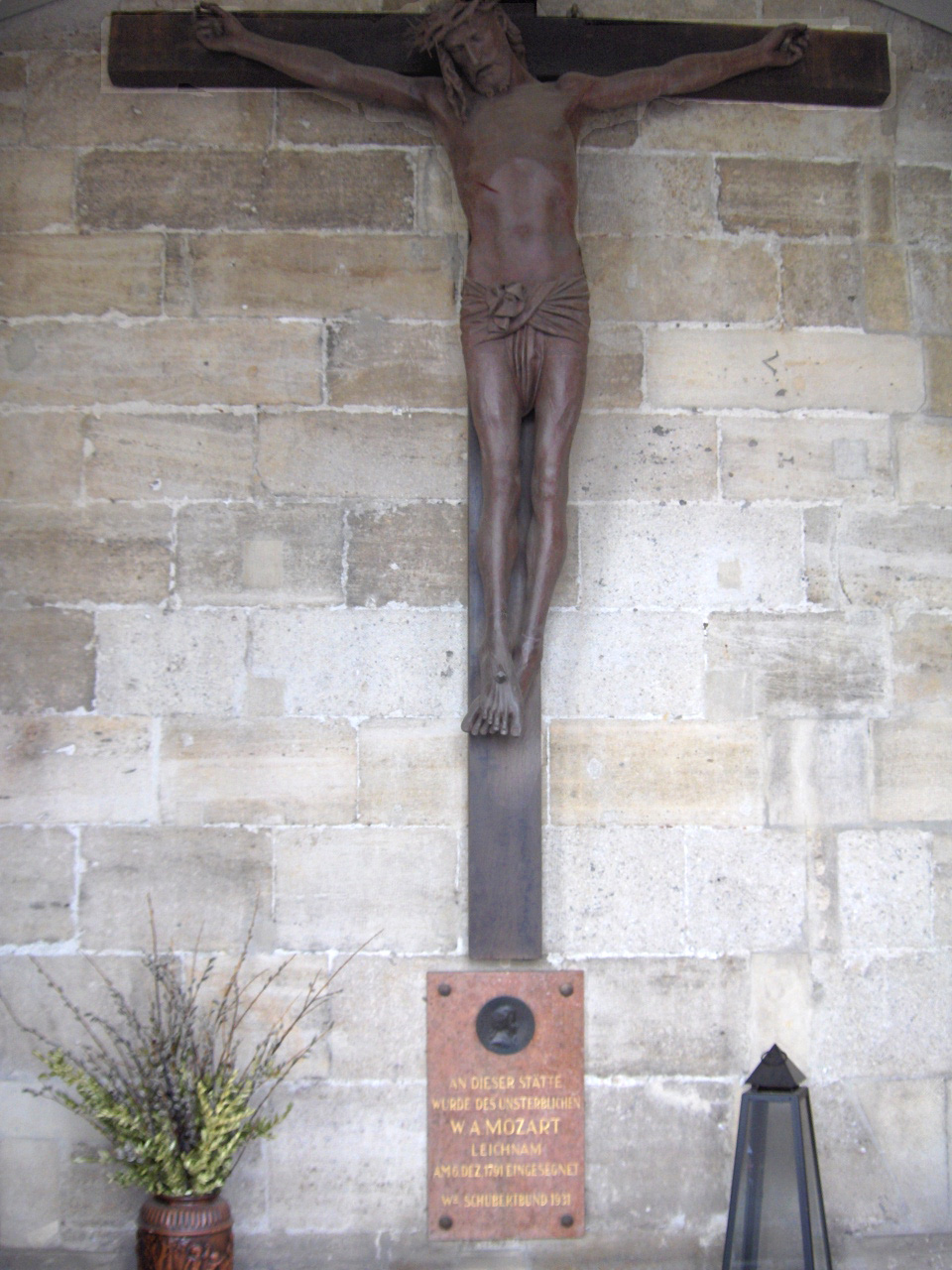
Crucifix
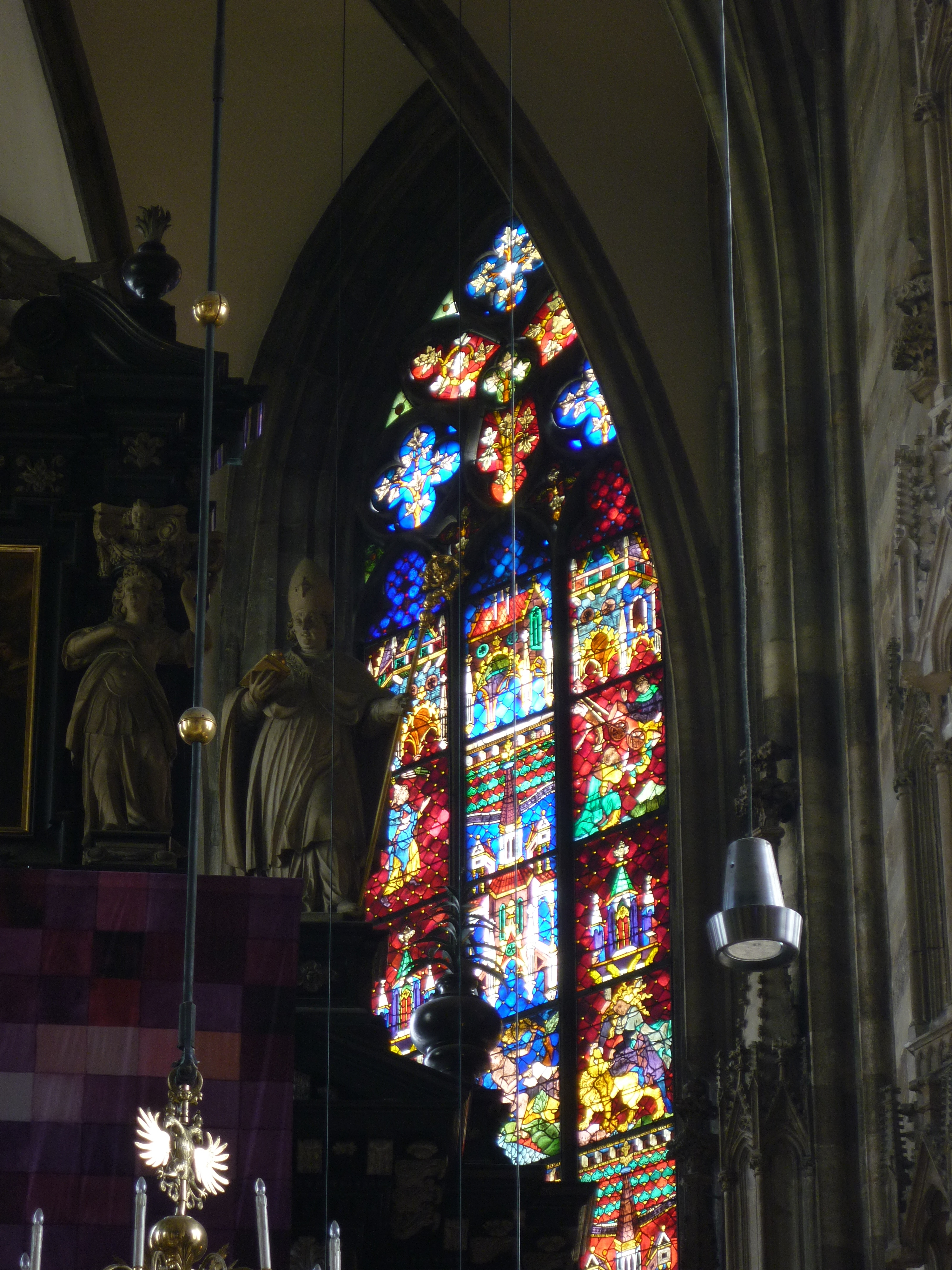
Vitraliu
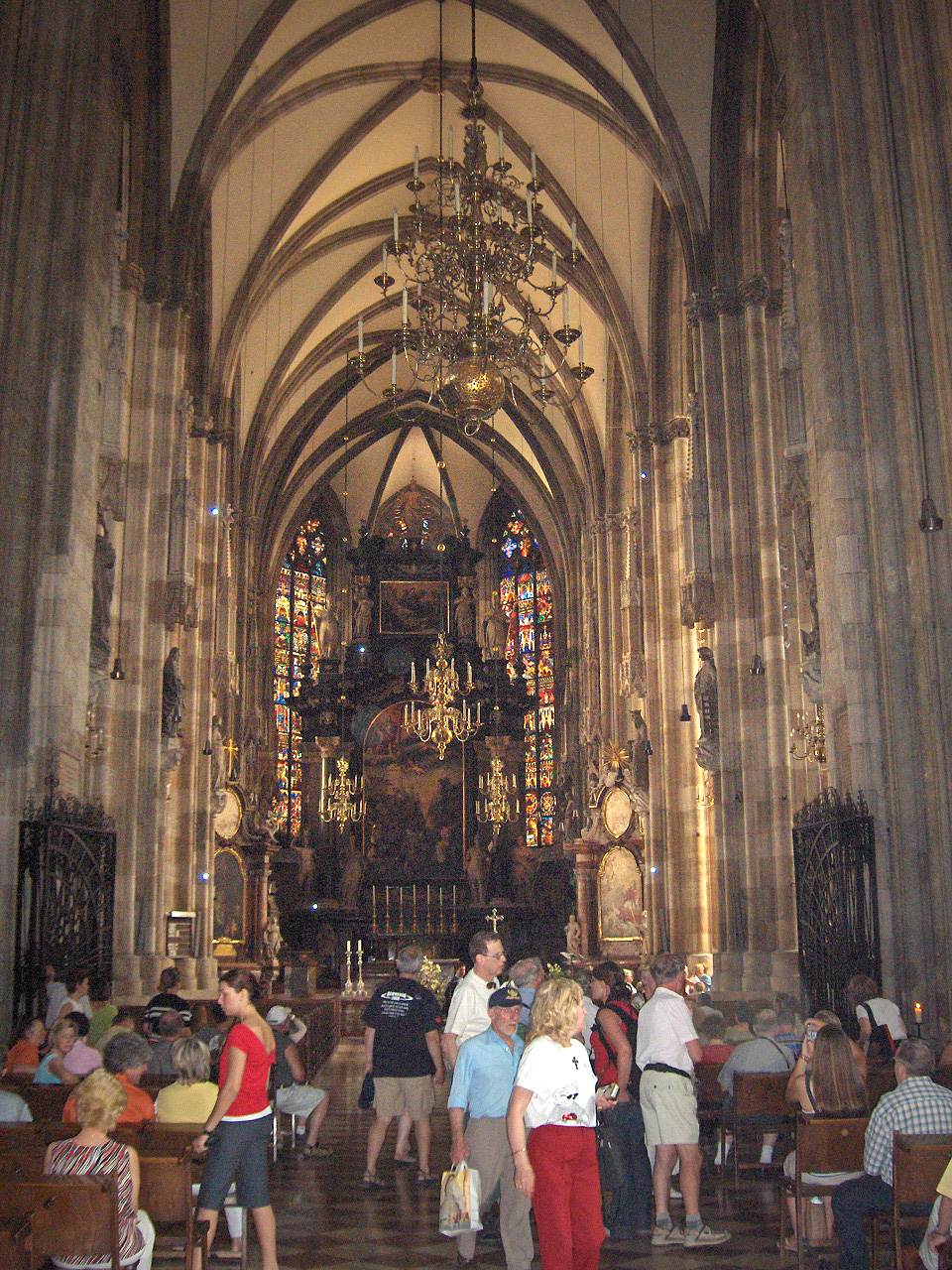
Altarul principal
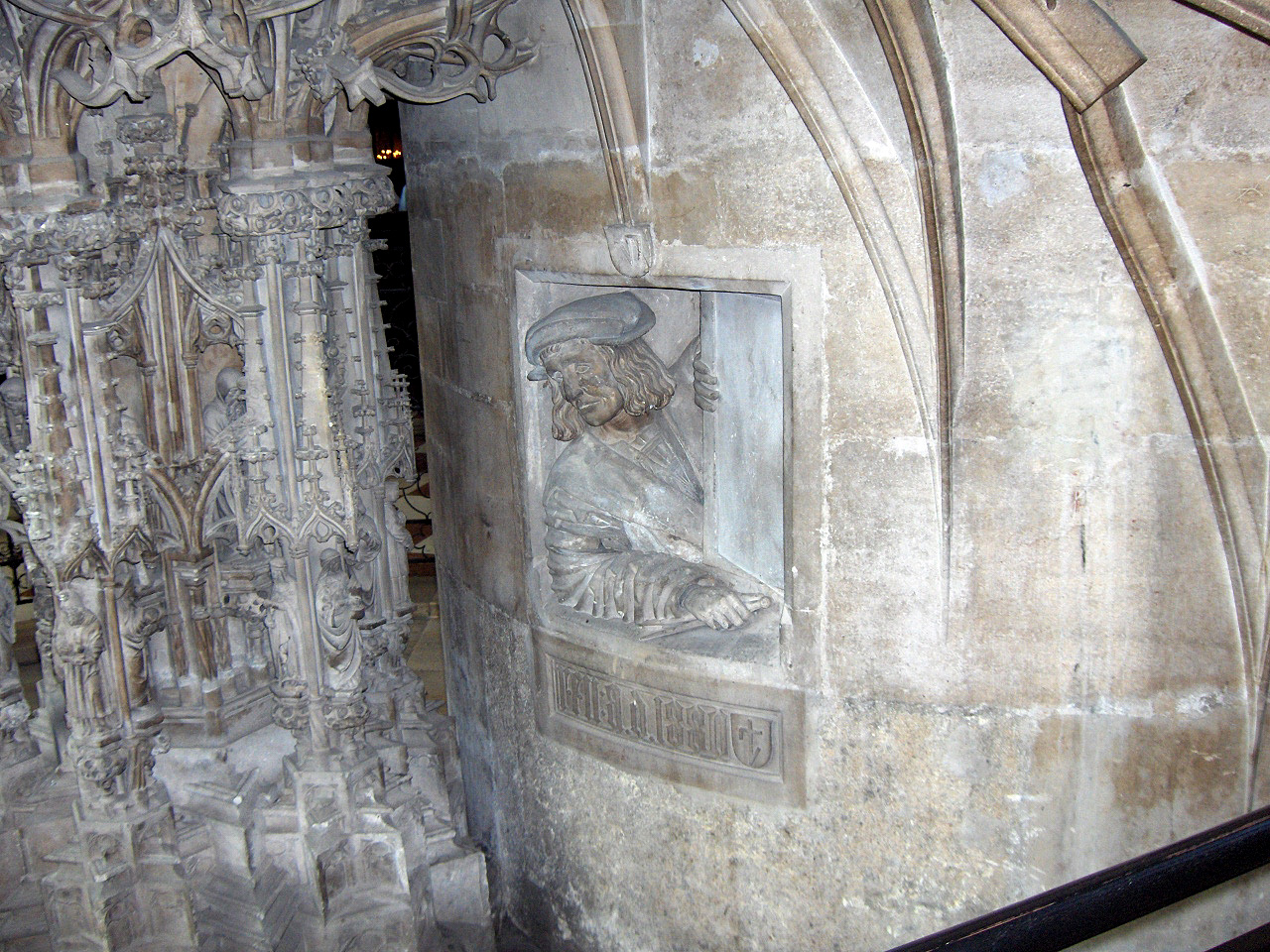
Fenstergucker („Privitorul de la fereastră”) aflat la baza amvonului, cu portretul unui necunoscut